# Synpiggen
Der Synpiggen (norwegisch für Aussichtsgipfel) ist ein 1722 m hoher Berg im ostantarktischen Königin-Maud-Land. Er ist die höchste Erhebung im südlichen Teil der Austkampane im Zentrum der Sør Rondane.
Wissenschaftler des Norwegischen Polarinstituts benannten ihn 1973.